# 高野政晴
高野 政晴（たかの まさはる、1936年(昭和11年)11月25日 - ）は、日本の研究者、教育者。学位は、工学博士（東京大学）。同大学名誉教授。精密工学、機械工学、ロボット工学を専門とし、6自由度ロボットアームの効率的な逆運動学解法を提案した。東京大学で助手、講師、助教授、教授、関西大学教授を歴任し、日本学術会議委員（第16期、第5部）も務めた。2016年秋、瑞宝中綬章受勲。

## 来歴・人物
東京大学工学部精密機械工学科を卒業。同大学院工学研究科精密機械工学専攻を1963年3月に卒業し、同年4月に助手へ就任。歯車や振動の研究に従事し、1967年に論文博士で学位を取得する。搬送装置やリンク機構の研究に従事し、1965年10月から講師、1968年4月から助教授となる。1978年には『機械運動学』を牧野洋と共著で出版し、1980年に教授へ就任。
1970代からロボットの研究にも取り組んでおり、遠山茂樹らとはロボットの高速化を手掛けた。1980年代前半、ロボットアームの逆運動学について研究し、論文を発表。3自由度で位置決めする際に解が4次方程式を取る条件を見出し、6自由度の一般的なマニピュレーターに対し、解析解と繰り返し演算を併用した効率的な手法を提案した。また、佐々木健と高精度な超音波センサーに取り組んだ。
井上健司らとロボットアーム設計システム「TOCARD」の研究開発を実施。これは川崎製鉄から特許出願もなされた。また、青柳誠司が超音波センサーの研究を進め、複数の超音波センサーを用いたロボットの位置・姿勢計測システムに発展した。お手玉ロボットなどにも取り組み、位置と速度の状態を制御する手法に対し、PTP制御（Point To Point）にちなんでSTS制御（State To State）と名付けている。これは後年、ベルトコンベアに同期するロボットアームの制御にも発展した。
一般的な車輪移動ロボットの統一的解析を導出し、階段を昇降可能なTO-ROVERシリーズを開発。東芝と特許を出願した。なお、東大時代の研究は、いろいろな企業からの研究奨励支援が用いられたことに特徴がある。大学以外では国家プロジェクト「極限作業ロボットプロジェクト」において、開発には参加しないものの、技術委員会の委員長を務めた。精密工学会では副会長を務め、日本学術会議では1994年から3年間の第16期において、第5部の委員を務めている。
1997年、東京大学を60歳で定年すると、教え子の青柳誠司がいた関西大学工学部管理工学科で教授に就任。メカトロニクス研究室でロボット研究を続け、前述のSTS制御や冗長ロボットアームの制御、指の動作計測システムの開発を実施した。2003年、関西大学も退職した後は同大学で非常勤講師を務め、2016年現在は京都市に在住。

## 受賞・栄典
- 1986年[37] - 精密工学会 第3回「沼田記念賞」（1985年度）[25][注 3]
- 2002年 - ファナックFAロボット財団 平成14年「論文賞」[29][注 4]
- 2016年秋 - 瑞宝中綬章[17]

## 主な著作

### 学位論文
- 『精密機器用小型歯車のかみ合い精度とその測定に関する研究』東京大学〈博士学位論文（乙第1356号）〉、1967年12月14日。

### 主な著書
（単著）
- 『詳説 ロボットの運動学』 オーム社、2004年12月、ISBN 4274087549。

（共著）
- 『機械運動学』牧野洋、高野政晴 著、コロナ社〈精密工学講座6〉、1978年9月、ISBN 4339041505。
- 『演習機械運動学』高野政晴、遠山茂樹 著、サイエンス社〈セミナーライブラリ機械工学 5〉、1984年6月、ISBN 4781903622。
- 『ロボット工学とその応用』辻三郎ほか著、電子通信学会 編、コロナ社、1984年6月。ISBN 4885520525。

（編著・監修）
- 『ロボット・モーション ―計画と制御― 動力学編』 M. Bradyほか編、高野政晴 監訳、HBJ出版局、1985年7月。[38]
- 『メカトロニクス概論』高野政晴 監修、高野政晴ほか著、実教出版、ISBN 4407031832。
- 『電子機械応用』高野政晴ほか著、実教出版、2003年[注 5]

### 学会誌記事
- 「リンク機構の動特性」『精密機械』第44巻第523号、1978年、828-833頁。
- 「メンテナンスロボット開発の技術的問題」『精密機械』第48巻第1号、1982年、119-122頁。
- 「ロボットの運動の高速化技術」『計測と制御』第21巻第12号、1982年、1122-1128頁。
- 「ロボットの高速化」『精密機械』第51巻第1号、1985年、68-72頁。
- 「ロボット機構系の設計」『日本ロボット学会誌』第4巻第4号、1986年、394-400頁。
- 「DDロボットの問題点」『日本ロボット学会誌』第5巻第1号、1987年、12-13頁。
- 「自律移動ロボットの機構と移動制御技術」『日本ロボット学会誌』第5巻第5号、1987年、384-390頁。
- 「最近の制御技術のメカニズムへの適用の効果」『精密工学会誌』第54巻第5号、1988年、806-810頁。
- 「ロボットの最適制御と機構構成」『日本ロボット学会誌』第9巻第4号、1991年、497-483頁。
- 「極限作業ロボットプロジェクト」『日本ロボット学会誌』第9巻第5号、1991年、614-618頁。
- 「車輪移動機構のABC〔第3回〕運動学」『日本ロボット学会誌』第13巻第3号、1995年、355-360頁。
- 「自動制御の動向 第13回国際自動制御連盟世界会議に出席して」『学術の動向』第1巻第6号、1996年、66-68頁。
- 「マレイシアにおける科学技術の動向について」『学術の動向』第2巻第1号、1997年、54-57頁。